# ゾルタン・ファーブリ
ゾルタン・ファーブリ （ハンガリー語: Zoltán Fábri、1917年10月15日 - 1994年8月23日）は、 ハンガリーの映画監督および脚本家。

## 概要
彼の映画『A Pál-utcai fiúk (The Boys of Paul Street)』(1969) と『ハンガリアン (Magyarok / Hungarians)』(1978) は、 アカデミー最優秀外国語映画賞にノミネートされた。 彼の1965年の作品『óra (Twenty Hours)』は、 第4回モスクワ国際映画祭で『戦争と平和』と共にグランプリを受賞した。また、1969年には『Isten hozta, őrnagy úr! (The Tóth Family)』が、第7回モスクワ国際映画祭のコンペティション部門に選出され 、1975年には『141 perc a befejezetlen mondatból (141 Minutes from the Unfinished Sentence)』が、第9回モスクワ国際映画祭監督特別賞を受賞した。